# Gliese 380
Désignations
Gliese 380 (ou Groombridge 1618) est une étoile de la constellation de la Grande Ourse. Elle est relativement proche de la Terre, à une distance de ∼ 15,9 a.l. (∼ 4,87 pc),. C'est une naine orange de type spectral K6 Ve Fe-1.
Cette étoile a un mouvement propre relativement élevé sur le fond du ciel, ce qui en a fait une candidate précoce pour une mesure de parallaxe. En 1884, la parallaxe fut évaluée à 0,322″ ± 0,023″ (ce qui est plus élevé que la valeur moderne de 0,205″).
C'est une étoile éruptive ayant un comportement similaire à UV Ceti. La chromosphère s'est révélée active et possède des taches stellaires comparables aux taches solaires. Elle possède une plus grande luminosité que la plupart des étoiles éruptives, qui sont ordinairement des naines rouges, mais est moins active. Le niveau d'activité indique peut-être qu'il s'agit d'une étoile encore jeune.
La recherche d'un excès d'émission en infrarouge avec le télescope spatial ISO s'est révélée négative, impliquant que Groombridge 1618 ne possède pas de disque de poussières (comme Véga).
Si cette étoile possède une compagne, des mesures astrométriques permettent de fixer une limite supérieure comprise entre 3 et 12 fois la masse de Jupiter pour un tel objet hypothétique (pour des périodes orbitales allant de 5 à 50 ans).

## Voir également
- Stephen Groombridge
- Liste d'étoiles et de naines brunes proches